# 2023年至2024年NBA賽季交易列表
本列表記載2023–24 NBA賽季中與賽季前的交易和球員異動。